# Andrew Sinkala
Andrew Mutambo Sinkala (ur. 18 czerwca 1979 w Chingoli) – zambijski piłkarz grający na pozycji defensywnego pomocnika. Stryj Nathana Sinkali.

## Kariera klubowa
Sinkala jest wychowankiem klubu Nchanga Rangers. W jego barwach zadebiutował w 1998 w pierwszej lidze Zambii. W tym samym roku osiągnął swój pierwszy sukces w karierze – mistrzostwo Zambii, a już w 1999 roku odszedł z zespołu i wyjechał do Europy.
W 1999 roku Sinkala trafił do Niemiec i został piłkarzem Bayernu Monachium. Przez dwa lata nie przebił się jednak do podstawowego składu i rozegrał jedno spotkanie w barwach pierwszego zespołu. Fakt ten miał miejsce 11 grudnia 1999, a Bayern wygrał 3:0 na wyjeździe z Hansą Rostock. Połowę sezonu 2000/2001 Zambijczyk spędził w rezerwach monachijskiego klubu, grających w Regionallidze. W 2000 roku zdobył z Bayernem Puchar Niemiec i został mistrzem kraju. W latach 1999–2000 wygrał dwukrotnie Puchar Ligi Niemieckiej.
Na początku 2001 roku Sinkala przeszedł do pierwszoligowego wówczas 1. FC Köln, w którym był drugim obywatelem Zambii obok Mosesa Sichone. W Köln zadebiutował 3 lutego w przegranym 0:1 meczu z Freiburgiem. W sezonie 2001/2002 zagrał w 8 meczach i zdobył dwa gole, ale klub z Kolonii spadł z ligi. W drugiej lidze Sinkala z kolegami grali tylko jeden sezon i już w 2003 roku wywalczyli awans do pierwszej ligi. W 2004 roku Köln jednak znów spadło z ligi, a w sezonie 2005/2006 po raz kolejny występowało w Bundeslidze.
Latem 2006 roku Sinkala został zawodnikiem innego drugoligowca, SC Paderborn 07. 13 sierpnia zaliczył swoje pierwsze spotkanie w nim, zremisowane 0:0 na wyjeździe z Eintrachtem Brunszwik. W 2008 roku Paderborn spadł do Regionalligi.
W latach 2008–2012 występował w FC Augsburg. Zadebiutował tam 17 sierpnia 2008 roku w meczu z 1. FC Nürnberg (1:2).
W sezonach 2012-2014 występował w FC Viktoria Köln, jednak grał tylko w pierwszym z tych sezonów. W sezonie 2013/2014 nękany kontuzjami nie rozegrał żadnego spotkania. Następnie był graczem klubu SG Köln-Worringen (VI liga), w którego barwach w 2015 roku zakończył karierę.
| Sezon   | Klub             | Kraj   | Rozgrywki              | Mecze | Bramki |
| ------- | ---------------- | ------ | ---------------------- | ----- | ------ |
| 1998    | Nchanga Rangers  | Zambia | Zambian Premier League | ?     | ?      |
| 1999    | Nchanga Rangers  | Zambia | Zambian Premier League | ?     | ?      |
| 1999/00 | Bayern Monachium | Niemcy | Bundesliga             | 1     | 0      |
| 2000/01 | Bayern Monachium | Niemcy | Bundesliga             | 0     | 0      |
| 2000/01 | 1. FC Köln       | Niemcy | Bundesliga             | 6     | 0      |
| 2001/02 | 1. FC Köln       | Niemcy | Bundesliga             | 8     | 2      |
| 2002/03 | 1. FC Köln       | Niemcy | 2. Fußball-Bundesliga  | 21    | 0      |
| 2003/04 | 1. FC Köln       | Niemcy | Bundesliga             | 13    | 1      |
| 2004/05 | 1. FC Köln       | Niemcy | 2. Fußball-Bundesliga  | 27    | 1      |
| 2005/06 | 1. FC Köln       | Niemcy | Bundesliga             | 9     | 0      |
| 2006/07 | SC Paderborn 07  | Niemcy | 2. Fußball-Bundesliga  | 23    | 0      |
| 2007/08 | SC Paderborn 07  | Niemcy | 2. Fußball-Bundesliga  | 11    | 1      |
| 2008/09 | FC Augsburg      | Niemcy | 2. Fußball-Bundesliga  | 32    | 2      |
| 2009/10 | FC Augsburg      | Niemcy | 2. Fußball-Bundesliga  | 21    | 1      |
| 2010/11 | FC Augsburg      | Niemcy | 2. Fußball-Bundesliga  | 7     | 0      |
| 2011/12 | FC Augsburg      | Niemcy | Bundesliga             | 12    | 0      |
| 2012/13 | FC Viktoria Köln | Niemcy | Regionalliga Zachodnia | 23    | 0      |
| 2013/14 | FC Viktoria Köln | Niemcy | Regionalliga Zachodnia | 0     | 0      |

## Kariera reprezentacyjna
W reprezentacji Zambii Sinkala zadebiutował w 2000 roku. W swojej karierze wystąpił z Zambią w Pucharze Narodów Afryki 2000 (3. miejsce w grupie), Pucharze Narodów Afryki 2002 (4. miejsce w grupie) i Pucharze Narodów Afryki 2006 (3. miejsce w grupie). W 1999 roku wraz z kadrą U-20 wystąpił na młodzieżowych Mistrzostwach Świata w Nigerii.